# Yamini Krishnamurthy

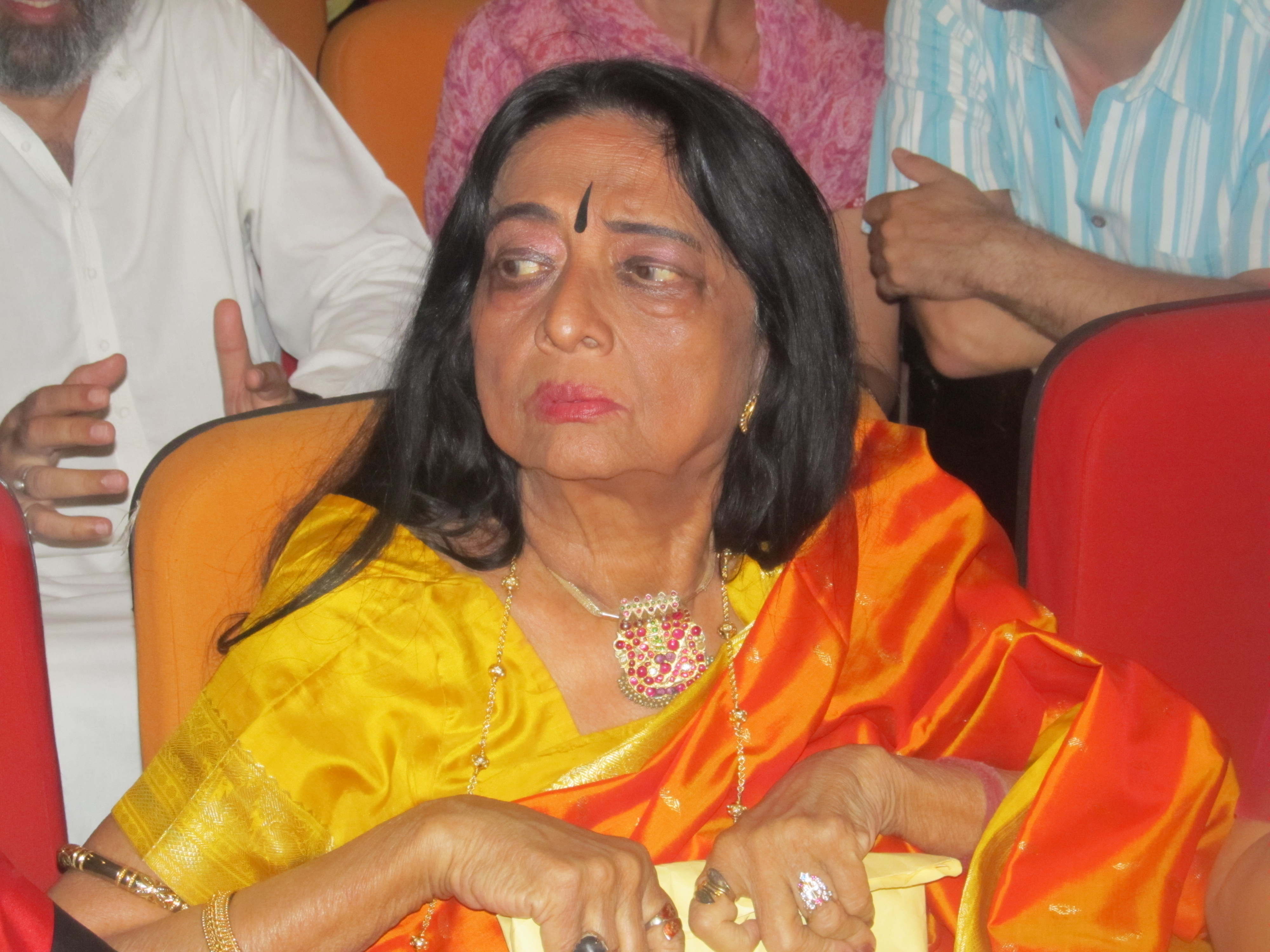

Yamini Krishnamurthy (ur. 20 grudnia 1940 w Madanapalle, zm. 3 sierpnia 2024 w Nowym Delhi) – indyjska tancerka.
Uznawana za jedną z czołowych współczesnych tancerek indyjskich, specjalizowałą się w bharatanatjam i kućipudi. Kształcenie rozpoczęła w wieku pięciu lat, debiutowała w Ćennaj w 1957. Uhonorowana Padmą Shri (1968) oraz Padmą Bhushan, a także nagrodą Sangeet Natak Akademi Award (1977).